# Det här är en svensk tiger
Det här är en svensk tiger är en bok från 2019 av Aron Flam. Boken behandlar den svenska regeringens och Socialdemokratins agerande före, under och efter andra världskriget beträffande den svenska handeln med Nazityskland. Boken består av material som ursprungligen publicerades i en poddföljetong med samma namn, som en del av Flams podcast Dekonstruktiv kritik.
Boken ledde till att Flam anklagades för brott mot upphovsrättslagen på grund av att omslaget parafraserade "En svensk tiger". Flam frikändes i både tingsrätten och hovrätten.

## Bakgrund
Den 9 februari 2018 publicerade Flam det första avsnittet i en följetong som ursprungligen kallades för En svensk tiger som en del av hans podcast Dekonstruktiv kritik. Efter påtryckningar från Beredskapsmuseet bytte podden namn till Det här är en svensk tiger från och med avsnitt 3. Totalt publicerades 19 avsnitt av följetongen. Det sista avsnittet publicerades den 10 maj 2019.

## Boken
Flam omarbetade materialet från podcasten till en bok som publicerades i augusti 2019 via det egna förlaget Samizdat Publishing. Bokens omslag formgavs av Tomas Arfert. Omslaget är en parafras på Bertil Almqvist klassiska illustration "En svensk tiger". På omslaget bär tigern en armbindel med hakkors och reser högra tassen i en Hitlerhälsning.

## Rättstvist
Våren 2020 polisanmäldes Aron Flam av Beredskapsmuseet, som äger upphovsrätten till "En svensk tiger" och menade att omslaget skulle betraktas som plagiat. Flam blev i juni 2020 åtalad för upphovsrättsbrott gällande omslaget. Beredskapsmuseet yrkade på ett skadestånd på ursprungligen 250 000, vilket senare höjdes till 1,5 miljoner kronor, samt vite vid upprepad användning av den omarbetade versionen av omslaget. I samband med åtalet beslagtog polisen 2 282 exemplar av boken. Patent- och marknadsöverdomstolen hävde beslaget den 13 augusti.
I oktober 2020 friades Flam av en enig domstol, med hänvisning till det så kallade parodiundantaget. Flam kommenterade domen tillsammans med Johan Westerholm och juristen Liselott Agerlid i ett avsnitt av sin podd. Åklagaren överklagade domslutet, men den 23 juni 2021 friades Aron Flam även av hovrätten.

## Mottagande
Hynek Pallas gav boken en överlag negativ recension, där han menade att boken visserligen innehöll "stunder av lyckat historiegranskande" men att Flam i grund och botten drev en felaktig tes som han försökte driva fram på ohederligt vis och med "genant raljans". Historikern Mikael Nilsson har beskrivit boken som "mer fantasy än fakta", och har vid upprepade tillfällen kritiserat boken för att innehålla lögner, faktafel och plagiat. 2022 gav Nilsson ut boken Historiemissbrukarna, som ifrågasätter Flams slutsatser i Det här är en svensk tiger.